# Julietta – Es ist nicht wie du denkst
Julietta – Es ist nicht wie du denkst ist ein deutsches Filmdrama aus dem Jahr 2001 des deutschen Regisseurs Christoph Stark, der zusammen mit Jochen Bitzer auch das Drehbuch verfasste. Die Produktion übernahmen Sascha Schwingel, Bettina Reitz und Nico Hofmann. Der Film verlegt die Handlung von Heinrich von Kleists Novelle Die Marquise von O... in das Milieu tanzbegeisterter Jugendlicher im Deutschland der Gegenwart.

## Handlung
Julietta (Lavinia Wilson) ist eine 18-jährige Schülerin aus Stuttgart, die gemeinsam mit zwei Freundinnen (Julia Jentsch, Anne Ratte-Polle) und ihrem Freund Jiri (Matthias Koeberlin) nach Berlin fährt, um auf der Love Parade ausgelassen zu feiern. Sie tanzen, nehmen gemeinsam Drogen, haben Sex und werden schließlich von der feiernden Menschenmasse getrennt. Während der verzweifelten Suche nach ihrem Freund verliert Julietta in Folge der Drogen das Bewusstsein. Max (Barnaby Metschurat), ein DJ und vermeintlicher Retter, findet sie und trägt sie zu einem abgelegenen Platz. Er ist von Juliettas Schönheit sichtlich angetan und kann sich für einen Moment nicht beherrschen. Während sie noch immer bewusstlos ist, vergewaltigt er sie. Am nächsten Morgen kann sie sich daran nicht erinnern und Max bringt sie zu ihren Freunden zurück. Sechs Wochen später bemerkt Julietta in ihrer Heimat, dass sie schwanger ist. Sofort fährt sie nach Berlin, um nach Jiri zu suchen. Dort trifft sie zufällig auf Max, der inzwischen mit Jiri befreundet ist. Gemeinsam suchen sie nach Jiri und Max erweist sich erneut als Juliettas „Retter“. Während der gemeinsamen Suche nach Jiri kommen sich die beiden näher, doch Julietta versucht ihre Gefühle zu verdrängen. Max, dem die schlechten Gefühle nicht aus dem Kopf gehen, gesteht Julietta, was er getan hat. Als dann auch noch Jiri von der Schwangerschaft erfährt, kommt es zu dramatischen Auseinandersetzungen.

## Produktion
Der Film wurde von der Produktionsfirma TeamWorxX Television & Film GmbH vom 8. Juli bis zum 18. September 2000 in Berlin und Stuttgart gedreht. Der Film kam am 6. September 2001 in die deutschen Kinos. Am 2. September 2004 war der Film erstmals im TV zu sehen (ZDF).
Die Loveparade-Szenen wurden alle auf dem MATRIX-Truck von Ralf Gregor Lipus gefilmt.

## Kritik
Die FBW-Filmbewertung hat dem Film Julietta das Prädikat „wertvoll“ gegeben. Der Pressetext lautet: „Ungewöhnliche Liebesgeschichte aus dem modernen Berlin für junge Leute von heute. Mit unverbrauchten Gesichtern flott in Szene gesetzt.“

Im Gegensatz dazu schreibt der Filmspiegel.de, dass dieses „unsägliche Teeniedrama“ nun wirklich keiner brauche.